# Camponotus empedocles
Camponotus empedocles är en myrart som beskrevs av Carlo Emery 1920. Camponotus empedocles ingår i släktet hästmyror, och familjen myror. Inga underarter finns listade.